# Lake Waingaro
Der Lake Waingaro ist ein Stausee im Far North District der Region Northland auf der Nordinsel von Neuseeland.

## Geographie
Der Lake Waingaro dient der Trinkwasserversorgung und der Wasserversorgung der Landwirtschaft. Der See befindet sich knapp 7 km südwestlich der Kleinstadt Kerikeri im östlichen Teil des Far North District. Der Lake Ōmāpere, als der größte See des Distrikts, ist rund 10 km in südwestlicher Richtung zu finden. Der Lake Waingaro dehnt sich über eine Fläche von rund 44 Hektar aus, hat eine Länge von rund 1,2 km in Nordwest-Südost-Richtung und eine maximale Breite von rund 500 m in Südwest-Nordost-Richtung. Der mehrarmige Stausee besitzt eine Uferlänge von rund 4,8 km.
Das Wassereinzugsgebiet des Stausees umfasst eine Fläche von rund 6,45 km².

## Absperrbauwerk
An der Ostseite des Sees wurde ein rund 410 m breiter und 32,5 m hoher Erddamm errichtet, der den See auf ein Volumen von rund 4,8 Mio. m³ Wasser aufstaut. Der Erddamm selbst umfasst ein Volumen von 720.000 m³. An seinem südlichen Ende und in der Mitte des Damms befinden sich Abläufe, über die das Wasser zur Bewässerung der Landwirtschaft in einen kleinen Bach geleitet wird, der dann später in den Waiwhakangarongaro Stream mündet.